# مرگ بیلگمس
«مرگ بیلگمس» یکی از پنج شعر سومری است که بر حماسه گیلگمش اثرگذار بوده‌اند. روایتی از اسطوره طوفان در آن آمده است. اگرچه رویدادهای شعر سومری در حماسه اکدی رخ نمی‌دهند اما عناصر خاصی از آن ممکن است در روایت مرگ انکیدو در لوح‌های VII و VIII پیدا شوند. همراهی با پادشاه در زندگی پس از مرگ، یادآور حفاریات لئونارد وولی در گورستان شاهی اور است که در دهه ۱۹۲۰ منجر به کشف تدفین گروهی در اوایل هزاره سوم پیشا دوران مشترک شد. در مرگ بیلگمس به یاد ماندنی‌ترین دستاوردهای گیلگمش، سفر به جنگل سدر و سفر طولانی‌تر برای یافتن قهرمان طوفان ذکر می‌شوند. شاعر همچنین بازگرداندن ایده‌آل‌های آیینیِ پیش از طوفان را به گیلگمش منسوب می‌کند، دانشی که از زمان طوفان بزرگ فراموش شده بود. این دیدگاه با سرآغاز حماسه مطابقت دارد که در آن از قهرمان تجلیل و شخصی معرفی می‌شود که معابد را دوباره بنا کرد و آیین‌هایی را دوباره رواج داد که فاجعه از بین برده بود.

## پیش‌زمینه
این شعر اکنون پس از کشف چندین نسخه در مه-توران (تل حداد) خیلی بیشتر از قبل شناخته شده است اما هنوز در بعضی از بخش‌ها خواندن آن دشوار است.

## نسخه‌ها
نسخه M در سطر ۸۴ قطع و نامنظم می‌شود. نسخه متفاوتی از این قطعه (یا مشخصا تکرارش در ll. 174ff) در الواح نیپور به دست آمده است که این بخش با آن بازسازی می‌شود. نسخه دیگری پایان متفاوتی دارد.

## متن
متن با سوگواری بیلگمس مصیبت‌زده آغاز می‌شود. او گرفتار نامتار، فرستاده مرگ، شده است؛ بیمار و هذیان‌گو بر بستر مرگ آرمیده است. انکی در قالب نودیمودِ خود، رویایی به بیلگمس نشان می‌دهد و او خود را در مجمع خدایان می‌یابد. دستور کار جلسه، سرنوشت وی است. خدایان قهرمانی‌هایش را مرور می‌کنند؛ رفتن به جنگل سدر، سفرش به آخر دنیا و دانش باستانی را که از زیوسودرا، بازمانده طوفان، فرا گرفت. خدایان در این مخمصه هستند که بیلگمس گرچه یک انسان، اما پسر یک الهه است، آیا باید فانی باشد یا جاودانی؟ چنین به نظر می‌رسد که داوری نهایی را انکی بیان می‌کند. انکی می‌گوید تنها انسان فانی که به جاودانگی دست یافته است همان زیوسودرا است اما در شرایطی خاص این کار انجام شد. بیلگمس با وجود تولد خدایی خود باید همانند سایر انسان‌ها به جهان زیرین برود. اما در آنجا جایگاهی ویژه به عنوان رئیس اشباح خواهد داشت و مانند دو خدای ساکن در جهان زیرین (نینگیشزیدا و دموزی) به قضاوت مردگان خواهد نشست. علاوه بر این، پس از مرگ برای بزرگداشت بیلگمس در میان زندگان، سالانه «جشن نورها» بر پا خواهد شد. در این جشن مردان جوان با یکدیگر کشتی خواهند گرفت. آنگاه انلیل از راه می‌رسد و با بیانی ساده پیام رویا تا اینجا را بیان می‌کند: بیلگمس برای پادشاهی به دنیا آمده است اما نمی‌تواند از سرنوشت محتوم انسانهای فانی بگریزد. با این وجود نباید ناامید باشد. در جهان زیرین به خانواده‌اش و انکیدوی محبوب خواهد پیوست و در میان خدایانِ کهتر قرار خواهد گرفت.
بیلگمس بیدار می‌شود و از آنچه دیده، شوکه شده است. متن در این بخش آسیب دیده است اما به نظر می‌رسد که قهرمان در جستجوی مشورت است. شعر در اینجا به تکرار و تکرار رویا می‌رسد، ساده‌ترین توضیح برای آن این است که بیلگمس رویا را برای اشخاصی بازگو می‌کند که نظرشان را درباره اهمیت آن می‌خواهد بداند. پاسخ هم‌سخنان بیلگمس این است که نباید غمگین باشد. مرگ گریزناپذیر است، حتی اگر پادشاه باشی و او باید از مقام عالی‌ای که پس از مرگ نصیبش می‌شود، راضی باشد.
متن در این نقطه افتادگی دارد، پس از آن انکی بیلگمس را برمی‌انگیزد تا شروع به ساختن آرامگاه خود کند.  پیام رسانده‌شده، از قرار معلوم پاسخی به این پرسش بود که آرامگاه بیلگمس در کجا واقع شود تا مصون از تعرض باشد. در نتیجه خِرد انکی، بیلگمس نیروی کاری خود را برای تغییر مسیر فرات گسیل می‌کند. آرامگاه در بستر رودخانه و از سنگ بنا می‌شود. حرمسرای پادشاهی و همراهان در آرامگاه استقرار می‌یابند و برای همراهی کردن با پادشاه خود در زندگی پس از مرگ، آماده می‌شوند.
بیلگمس برای اطمینان از پذیرایی مطلوب از خود و ملتزمین در جهان زیرین، هدایایی به خدایانِ درگاه ارشکیگال هدیه می‌دهد و خود دراز می‌کشد. ورودی آرامگاه با سنگ بزرگی که برای همین کار آماده شده است، مسدود می‌شود و رود به بستر خود بازگردانده می‌شود تا مکان آرامگاه هیچگاه پیدا نشود. مردم اوروک برای پادشاه خود سوگواری می‌کنند.

## تحلیل
اگرچه رویدادهای شعر سومری در حماسه اکدی رخ نمی‌دهند اما عناصر خاصی از آن ممکن است در روایت مرگ انکیدو در لوح‌های VII و VIII پیدا شوند.
قطعه از پیش شناخته‌شده همراهی با پادشاه در زندگی پس از مرگ، یادآور حفاریات لئونارد وولی در گورستان شاهی اور است که در دهه ۱۹۲۰ منجر به کشف تدفین گروهی همه خاندان در اوایل هزاره سوم پیشا دوران مشترک بود.  

دو پایان متفاوت باقیمانده است. یکی، که کمتر حفظ شده است، تنها بیلگمس ستایش می‌شود که بزرگترینِ پادشاهان است. دیگری، که بیشتر تعلیمی است، توصیف می‌‌کند که انسان‌ها چه در گذشته و چه اکنون، پس از مرگ در یاد زندگان باقی خواهند ماند. نخست، با قرار دادن مجسمه‌های نذر شده در معابد، فراخوانی پیوسته نام فرد درگذشته تضمین خواهد شد و مرکزی برای آیین ترحیمی آن فرد خواهد بود. دوم، خدایان امور را به آن شکل سامان داده‌اند تا انسان‌ها خانواده ایجاد کنند که کارکردشان ادامه مسیر آنها است.

### دیدار با قهرمان طوفان
در مرگ بیلگمس به یاد ماندنی‌ترین دستاوردهای گیلگمش، سفر به جنگل سدر و سفر طولانی‌تر برای یافتن قهرمان طوفان ذکر می‌شوند. در متن، خدایان کارهای برجستهٔ قهرمان مصیبت‌زده را سفر به کوه سدر هومبابا و قلمروی زیوسودرا برمی‌شمارند. به نظر می‌رسد که این دو کار برجسته در یک سنت، در توالی هم (و یا حتی بخشی از یک سفر به دورترین نقطه در شرق) قرار داشتند. به نظر می‌رسد واژگان آغازین نسخهٔ اول بیلگمس و هوواوا اشاره به جستجوی دیگری باشند. گرچه برخی از محققان «فرد زنده» را هومبابا دانسته‌اند اما هر اطلاعاتی که دربارهٔ او موجود است توضیحی را در بر ندارد که چرا باید چنین صفتی برای او به کار رفته باشد. احتمالا با توجه به آنکه جنگل سدر سومری در شرق (در همان سمتی که زیوسودرا اقامت کرد) قرار دارد، «فرد زنده» صفت توصیفی برای زیوسودرا باشد.
شاعر همچنین بازگرداندن ایده‌آل‌های آیینیِ پیش از طوفان را به گیلگمش منسوب می‌کند، دانشی که از زمان طوفان بزرگ فراموش شده بود. این دیدگاه با سرآغاز حماسه مطابقت دارد که در آن از قهرمان تجلیل و شخصی معرفی می‌شود که معابد را دوباره بنا کرد و آیین‌هایی را دوباره رواج داد که فاجعه از بین برده بود.

## یادداشت
1. ↑  از نظر طبیعت مشروطِ ترجمه به بیلگمس و نرگاو آسمان شبیه است.[۱]
2. ↑  گره‌گشایی از مشکلات کار این خدا است.[۵]
3. ↑  همانگونه که در لوح XI حماسه بابلی آمده است.[۵]
4. ↑  همانگونه که در حماسه بابلی گیلگمش و انکیدو کشتی گرفتند.[۵]
5. ↑  در جایی دیگر این جشن، در ماه پنجم سال بابلی (تقریبا آگوست)، با روشن کردن آیینی مشعل‌ها و منقل‌ها شناخته شده است و با عنوان «ماه گیلگمش، در روز نهم مردان جوان در دروازه‌ها  می‌جنگند، مسابقه کشتی و زورآزمایی برگزار می‌شود».[۵]
6. ↑  با وجود اینکه تکرار واژه به واژه در روایت، تغییری را که انتظار می‌رود گزارش از سوم شخص به اول شخص داشته باشد، ندارد.[۵]
7. ↑  افتادگی مانع از این می‌شود که دقیقا بتوان فهمید انکی چگونه با بیلگمس ارتباط برقرار می‌کند اما ظاهرا از طریق یک سگ است و نه یک انسان.[۶]
8. ↑  این پاسخ را تنها پسر بیلگمس درمی‌یابد.[۷]
9. ↑  همانگونه که او از طرف انکیدو در لوح VIII حماسه بابلی انجام می‌دهد.[۶]
10. ↑  احتمالا مرگ بیلگمس با نوشیدن زهر بوده است.[۷]
11. ↑  ارتباط شعر سومری با لوح‌های حماسه از دیدگاه اندرو جرج در یادداشتهای ۳، ۴ و ۸ آمده است.
12. ↑  کتاب دوم جرج، «داور و حاکم ارواح در جهان زیرین» در «گیلگمش خدا»، ص۱۲۷ تا ۱۳۰ / «قایقران مردگان» ص۱۳۰ تا ۱۳۲ / «گیلگمش در آیین‌های جن‌گیری» ص۱۳۲ تا انتهای ۱۳۵

## واژگان
1. ↑  Festival of Lights